# Felice Assanti Pepe
Felice Assanti Pepe (Squillace, 1825 – 1891) è stato un politico italiano.

## Biografia
Fu Deputato del Regno d'Italia per 3 legislature X, XI e XIII, militando nella Sinistra.